# بل ایر جنوب (مریلند)
بل ایر جنوب (به انگلیسی: Bel Air South) شهری در ایالت مریلند کشور ایالات متحده آمریکا است که جمعیت آن در سرشماری سال ۲۰۱۰ میلادی، ۴۷٬۷۰۹ نفر بوده‌است.